# Ядрова оцінка густини розподілу

Ядрова оцінка густини розподілу ста нормально розподілених випадкових чисел з використанням різних параметрів згладжування.

В статистиці, я́дрова оці́нка густини́ розпо́ділу (англ. Kernel density estimation) — це непараметричний метод оцінки функції густини випадкової величини за вибіркою. Ядрова оцінка густини є важливою задачею згладжування даних; при застосуванні методу судження щодо статистичних властивостей популяції здійснюється на базі скінченної вибірки. В деяких галузях (таких як обробка сигналів, економетрика) поряд з ядровою оцінкою густини використовують назву вікно Парцель-Розенблата, на честь Емануеля Парцена та Мюрея Розенблата, котрі незалежно один від одного створили метод в теперішньому його вигляді.

## Визначення
Нехай (x1, x2, …, xn) — вибірка н.о.р.в.в., отримана з деякого розподілу з невідомою густиною ƒ. Потрібно оцінити форму цієї функції ƒ. Ядрова оцінка цієї густини ƒ задається формулою
{\displaystyle {\hat {f}}_{h}(x)={\frac {1}{n}}\sum _{i=1}^{n}K_{h}(x-x_{i})\quad ={\frac {1}{nh}}\sum _{i=1}^{n}K{\Big (}{\frac {x-x_{i}}{h}}{\Big )},}
де K(·) — статистичне ядро — симетрична, але не обов'язково додатня функція з інтегралом рівним одиниці, h > 0 — параметр згладжування, який ще називають пропускно́ю зда́тністю.

## Практичне обчислення параметра згладжування
Якщо використовується гаусівські ядрові функції для оцінки одновимірних даних і оцінювана базова густина є стандартною нормальною, тоді можна показати, що оптимальним значенням параметра згладжування, h, є
{\displaystyle h=\left({\frac {4{\hat {\sigma }}^{5}}{3n}}\right)^{\frac {1}{5}}\approx 1.06{\hat {\sigma }}n^{-1/5}}, де {\displaystyle {\hat {\sigma }}} — стандартне відхилення вибірки, що оцінюється.
Таке наближення називається нормально розподілене наближення (або гаусівське наближення).